# 公孫淵
公孫 淵（こうそん えん、拼音: Gōngsūn Yuān）は、中国三国時代の武将。字は文懿。遼東の地で自立し燕王を称した。
晋代に編纂された史書『三国志』では、晋の祖である司馬懿の避諱により、字が省略されている。また、唐代に編纂された史書『晋書』宣帝紀と『北史』では、唐の高祖李淵の避諱により字の公孫文懿で記されている。

## 生涯
父の公孫康が死去した時はまだ幼少であったため、叔父の公孫恭が遼東太守となった。やがて公孫淵が成人すると、公孫恭を太和2年（228年）に脅迫して、遼東太守の座を奪った。この時、魏の明帝から揚烈将軍の官位を与えられている。
その後、公孫淵は魏の他に呉とも通じるなど、巧みな外交を見せている。この経緯から嘉禾2年（233年）、呉から九錫を受け燕王に封じられた。しかし、後に心変わりして呉の使者として来訪した張弥・許晏・賀達らを殺害し、その首を魏に差し出した。この功績により、大司馬・楽浪公に任じられている。

### 燕王を称す
しかし、こうした公孫淵の二枚舌外交は、魏の強硬政策を招いた。
景初元年（237年）、毌丘倹は明帝の名で公孫淵に出頭命令を出した。しかし公孫淵は従わずに迎撃の構えを見せ、毌丘倹と一戦に及びこれを撃退した。この結果、公孫淵はついに自立を宣言し、燕王を称した。賈範・綸直らに諫められたが、聞かずに処刑した。また文武百官を置き、年号を紹漢とした。領土は帯方郡と楽浪郡であった。
紹漢2年（238年）、司馬懿自ら指揮を執る魏軍が向かってくると、公孫淵は呉に援軍を求めた。呉は過去の恨みから、嫌味を書いた書簡を送り返したが、それでも魏への牽制には役立つとみて、援軍を差し向けた。また、公孫淵は鮮卑の族長を単于に任じ、味方に取り込もうともした。しかし呉の援軍が間に合わず、止むを得ず単独で戦うも魏軍に大敗、籠城するも食料が尽き遂に降伏した。
この時、公孫淵は降伏ではなく和議の形での終結を図ろうと考え、相国に任じた王建と御史大夫に任じた柳甫を使者に立て、その旨を伝えさせた。しかし、司馬懿は二人をその場で斬ると「お前たちは楚と鄭の故事を知らないのか。私も魏帝から列侯に封ぜられた身、王建ごときに『囲みを解け』、『軍を退け』と指図される筋合いはない。王建は耄碌して主命を伝え損なったのだろう。次は若く頭のよい者を遣すように」と警告した。このため公孫淵は次に衛演を遣わして、人質を送り恭順する旨を伝えさせた。しかし司馬懿は「戦には5つの要点がある。戦意がある時に戦い、戦えなければ守り、守れなければ逃げる。あとは降るか死ぬかだ。お前は降伏しようともしなかったな。ならば残るは死あるのみだ。人質など無用である」とこれを追い払った。
同年8月23日、公孫淵と子の公孫脩をはじめとする廷臣はみな斬首され、さらに遼東の成年男子7000人も虐殺された。その首は高く積まれ京観（高楼）と呼ばれたという。また公孫淵の首は都の洛陽に送られた。このことで、洛陽に留まっていた兄の公孫晃の一族も死を賜ることになり、遼東公孫氏は滅亡することになった。なお、叔父の公孫恭は反乱の際に疑われ城内に幽閉されていたが、司馬懿から忠士であると評価され、反乱鎮圧後に釈放されたという。また賈範・綸直は司馬懿により厚く葬礼され、両名の遺族もまた厚遇されたという。

## 倭との関係
遼東公孫氏の滅亡が、倭国女王卑弥呼が、魏の配下となった帯方郡に遣使することにつながった、との見方が有力である。これは当時の公孫氏政権が、韓国をはじめとする東夷諸国の使者を遼東で遮り、自らへの朝貢としていたため、その滅亡により経路が通じるようになったという見解に基づくものである。（ただし、これらも推測であり、公孫氏が倭の朝貢を妨げていたという明確な証拠はなく、朝貢を妨げなくてはいけない理由も解明されてない）
なお、『魏志倭人伝』において、いわゆる倭国の乱を始め、卑弥呼の遣使まで倭国に関する具体的な記述が途絶えているが、この期間は、後漢霊帝崩御から魏の興隆、三国鼎立に至る乱世と重なり、公孫氏が遼東で自立していた時期とも重なるため、記述途絶の根拠に挙げられている。卑弥呼遣使の帯方郡到着は景初2年6月と『魏志倭人伝』に明記されている。しかしこれは、公孫氏滅亡に先立つ時点と思われ帯方郡への遣使は困難ではないかとの見解から、「二」と「三」の誤記を想起し翌景初3年ではないかとする異議が提示されている。ただし、倭国遣使が大夫2人で朝貢物の生口10人布2匹2丈は、かつての後漢安帝永初元年（107年）の倭国王帥升等の貢物生口160人と比べて、粗末なものと見えるのにかかわらず、景初3年元日に崩御した魏明帝が、生前倭国を「厚遇」したのは、公孫氏からいち早く魏に乗り換えた事の功績を認めたからだという観点から、公孫氏滅亡直前のこの時期の遣使が正確であるという説が有力である。
日本の『新撰姓氏録』では、帰化人系の氏族の一つである常世氏（もと赤染氏）は、公孫淵の子孫と称している。

## 逸話
- 公孫淵・公孫脩の父子が司馬懿によって討ち取られる前、淵の家にはたびたび異変が起こった。朱色の冠をかぶり赤い着物を着た犬が屋根に上ったかと思うと米を蒸す土鍋の中で子供が蒸し殺されていたりした。また淵の領地である襄平の北の市街に肉が現れた。長さも周囲もそれぞれ数尺、頭、目、口、唇がついていて手も足もないのに揺れ動く。そこで易者に占ってもらったところ「形はあるが完全ではない。体はあるが声はしない。これは国家滅亡の前兆ですぞ。」とのことであった[11]。三国志演義では公孫淵が燕王を自称する際に、倫直がこの怪奇現象を例に挙げて諫めたが聞き入れられず処刑されている。

## 配下
| - 衛演 - 王建 - 王賛 - 郭昕 - 賈範 | - 韓起 - 黄彊 - 宿舒 - 秦旦 - 孫綜 | - 張群 - 杜徳 - 卑衍 - 畢盛 - 楊祚 | - 柳遠 - 柳甫 - 綸直 |